# 야마토지 쾌속

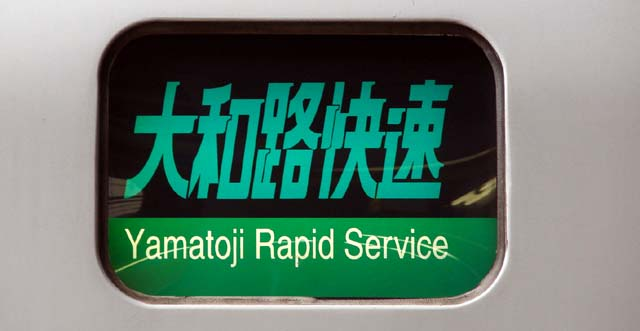
야마토지 쾌속임을 표시하는 행선막.

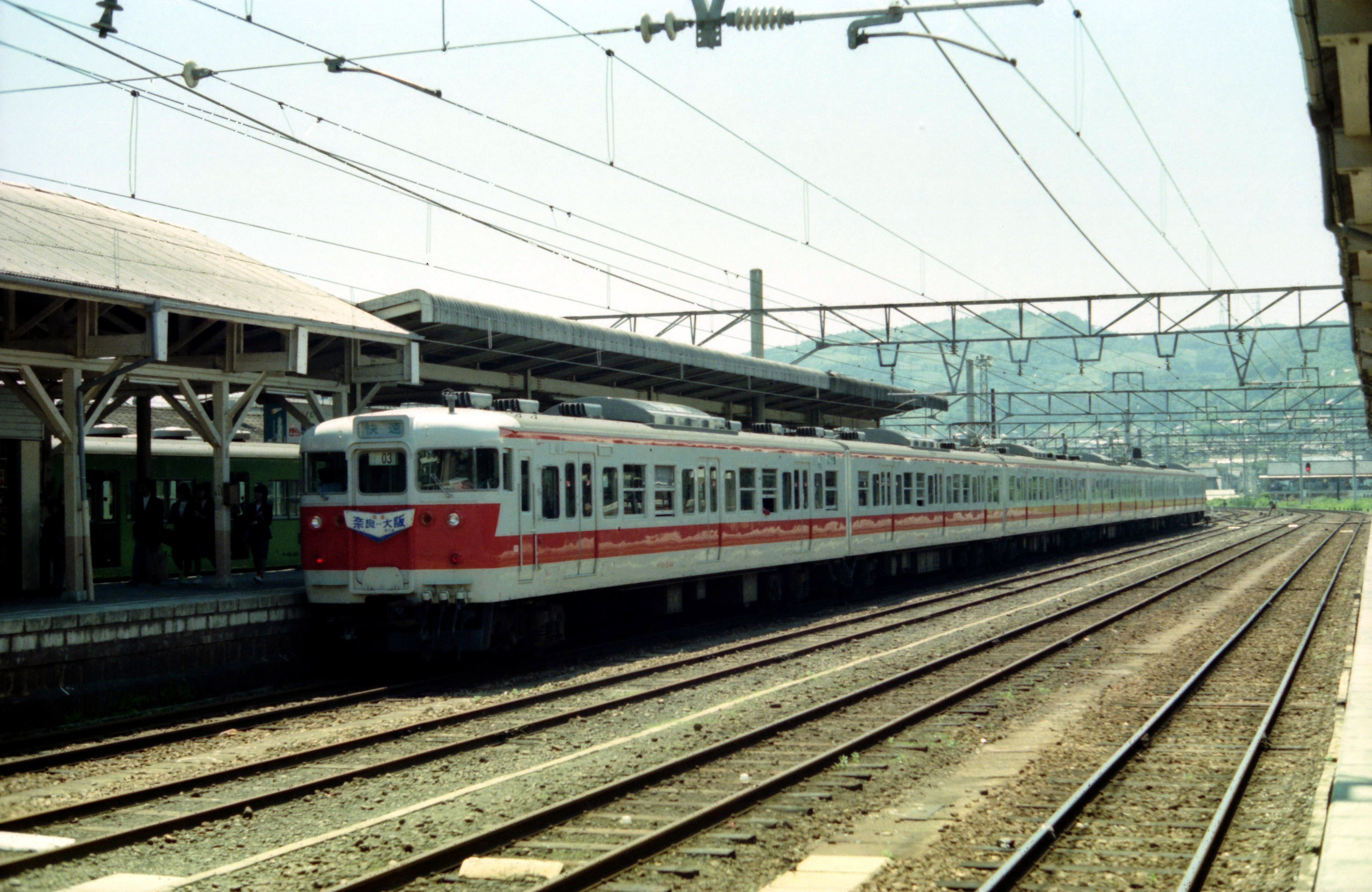
1989년 3월 시각표 개정 이전까지는 113계 전동차가 운행했다.

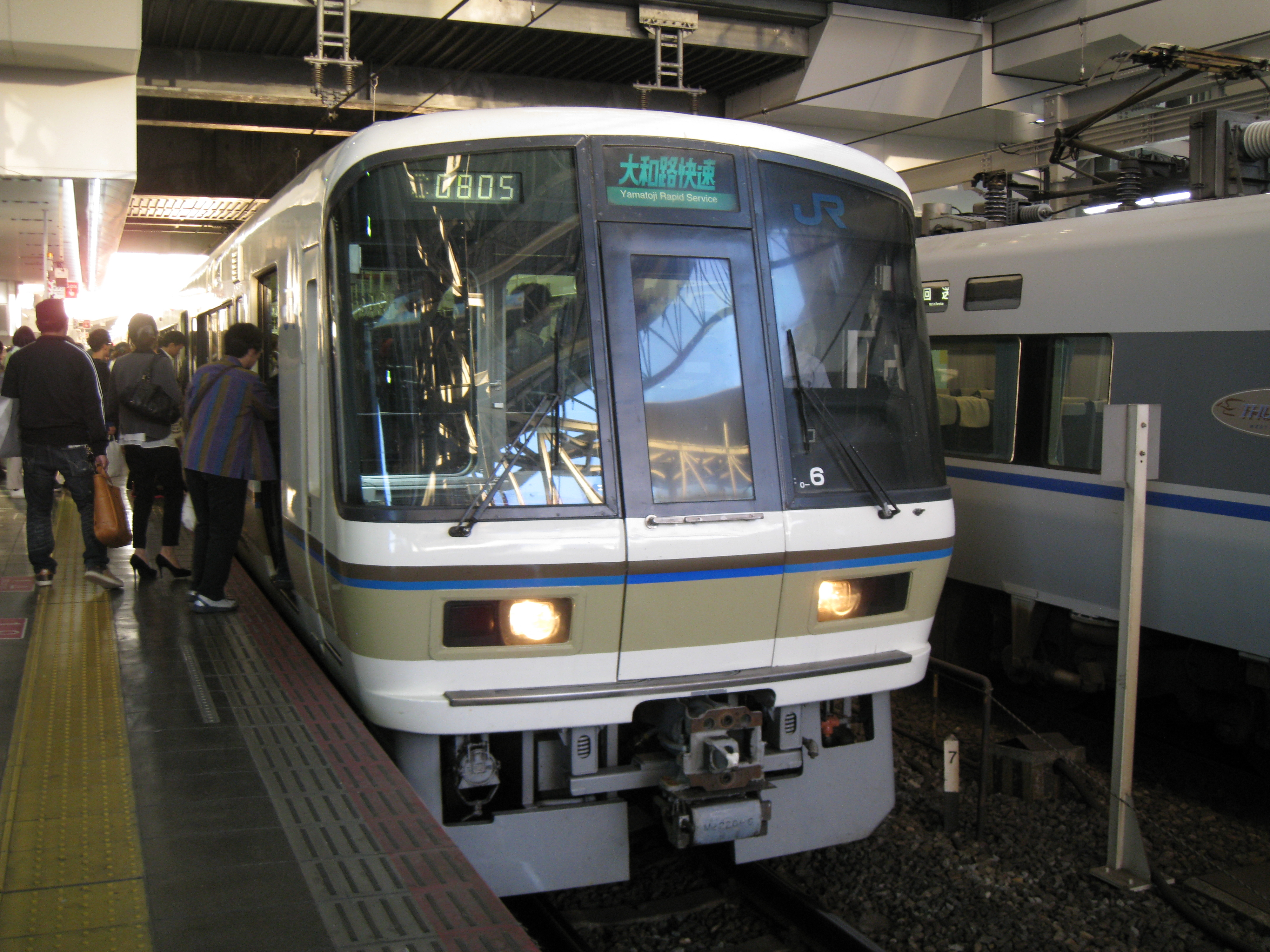
오사카역에 정차 중인 야마토지 쾌속 열차.

야마토지 쾌속(일본어: 大和路快速 야마토지 카이소쿠[*])은 일본의 서일본 여객철도 (JR 니시니혼)에서 운영하고 있는 쾌속 종별 열차 중 하나이다. 오사카 순환선 (오사카 환상선)의 덴노지역에서 간사이 본선의 전기 철도화 구간 (야마토지 선)을 경유하여 가모역까지 운행하며, 일부 열차는 와카야마 선 고조역까지 운행하고 있다. 일본어로 "야마토 국으로 가는 길"을 의미하는 종별명 "야마토지"(일본어: 大和路, やまとじ)는 야마토지 쾌속 열차가 경유하는 야마토지 선, 그리고 야마토지 선이 지나가는 나라현의 옛 이름인 야마토국(일본어: 大和国 야마토노 쿠니[*])에서 유래하였다.
"야마토지 쾌속"은 JR의 다른 특급 열차에 사용되는 "하루카", "선더버드"와 같은 애칭이 아닌, 서일본 여객철도에서 공식적으로 사용하는 쾌속 등급의 열차 종별 중 하나이다. 때문에 시각표, 역내 안내 등에서도 "야마토지 쾌속"이라는 고유의 명칭으로 통합해 안내하고 있다. 한편, 오사카 순환선과 야마토지 선 사이에서 직결 운행하는 열차들 중, 오사카 순환선 안에서도 일부 주요 역에만 서는 열차를 야마토지 쾌속으로, 오사카 순환선 안에서는 각역에 정차하는 열차를 구간쾌속으로 구별한다. 오사카 순환선의 직결 운행 한다.

## 개요
이 종별의 역사는 1960년대까지 거슬러 올라간다. 당시 오사카 순환선은 오사카역 이동 구간 (교바시역·쓰루하시역 방향)에서의 수요가 압도적으로 많았기 때문에, 일본국유철도는 이 구간의 혼잡도 완화를 목적으로 1964년 3월 시각표 개정을 통해 오사카 순환선 쾌속 열차를 운행하기 시작했다. 그 후, 1973년 간사이 본선의 전철화가 완료되자, 긴테쓰 나라 선과의 경쟁을 위하여 같은해 10월 1일부터 오사카 순환선의 쾌속 열차와 간사이 본선의 쾌속 열차를 통합한 쾌속 열차를, 주로 휴일 낮 시간대에 113계 전동차로 운행하기 시작했다. 이 "직결 운행" 쾌속 열차는 차량 선두부에 "쾌속 / 나라↔오사카 (순환선)" (「快速 奈良←→大阪（環状線）」)이라는 헤드마크를 부착하여 승객들에게 안내하였으며, 1974년 7월 20일부터는 평일 시간대에도 운행하기 시작하였다. 이 직결 운행 쾌속 열차가 야마토지 쾌속 종별의 시초이다.
일본국유철도(이하 국철)가 민영화되기 직전인 1986년, 덴노지 철도 관리국이 진행한 "당신과 함께라면 ― 야마토지 캠페인" (「あなたとなら・大和路キャンペーン」)의 일환으로 "쾌속 야마토지 호" (「快速・大和路号」)라는 애칭에 붙게 되었다. 국철이 서일본 여객철도로 분할 민영화된 이후인 1989년, 운전 속도의 증가를 통한 서비스 개선을 도모코자 당시 최신예 전동차였던 서일본 여객철도 221계 전동차가 113계를 대차하여 쾌속 야마토지 호에 투입되면서, 같은해 3월 시각표 개정을 통해 오늘날의 "야마토지 쾌속"이라는 이름이 붙게 되었다. 221계는 방향 전환이 가능한 크로스 시트를 갖추었으며, 종래의 113계보다 빠른 120km/h의 속도로 운행하여 오사카 역에서 나라 역까지 45분, 덴노지 역에서 나라 역까지 30분만에 이동할 수 있게 되었다.
한때는 오사카 역에서 나라 역까지 41분, 덴노지 역에서 나라 역까지 29분만에 주파하였으나, 2001년 3월 3일의 시각표 개정으로 규호지역에 추가 정차하면서 오사카 역에서 나라 역까지의 소요 시간이 44분으로 다시 늘어났다. 또 2005년에 발생한 JR 후쿠치야마 선 탈선 사고에 대한 대책으로 2006년 3월 18일 시각표 개정을 통하여 덴노지 역 ~ 나라 역 구간의 소요 시간이 33분 ~ 38분 (출근 시간대)으로 늘어나게 되었다.

## 운행 형태
모든 열차가 스이타 종합차량소 나라 지소에 소속된 서일본 여객철도 221계 전동차를 사용하며, 6량 혹은 8량 편성으로 운행하고 있다.
2015년 3월 14일 현재, 평일·토요일·공휴일 낮에서 저녁 시간대에 걸쳐 오사카 순환선 ~ 나라 역 구간에서는 시간당 4편 (15분 간격), 나라 역 ~ 가모 역 구간에서는 시간당 2편 (30분 간격)이 운행 중이다. 또, 토요일·공휴일에는 아침·밤 시간대에 운행되느 것은 물론 저녁에는 복합 열차로 운행하다가 오지역에서 한쪽 편성이 분리되어 와카야마 선 고조·다카다역까지 운행하는 열차도 2편이 있다. 단, 와카야마 선에서 오사카 순환선까지 직결 운행하는 열차는 없으므로, 주의가 필요하다. 또 천리교 제사가 있을 때 (대개 매달 26일 전후와 1월 4일 ~ 6일), 그날이 토요일·공휴일인 경우에는 6량 편성의 야마토지 쾌속 열차가 나라 역에서 방향을 전환해 덴리역까지 연장 운행한다.
오사카 순환선 구간에서는 덴노지 역 순환선 승강장에서 시종착하는 것이 일반적이지만, 교바시 역에서 시종착하는 열차도 일부 존재하므로 시각표를 확인할 필요가 있다.

### 정차역
덴노지역 … (쓰루하시역·교바시역·오사카역 등을 경유하면서 각역 정차) … 후쿠시마 역 - 니시쿠조역 - 벤텐초역 - 다이쇼역 - 신이마미야역 - 덴노지 역 - 규호지역 - 오지역 … (이후 각역 정차) … 가모역/고조역

### 여객 안내
야마토지 쾌속의 하행선 열차 (오사카 방향)는 행선지를 "오사카 행"으로 안내하지만, 오사카 역에 도착하면 "교바시 역·쓰루하시 역 경유 덴노지 행"으로 바뀌어 오사카 순환선을 운행한다. 이 때 차량의 행선 표시는 "오사카 순환선"이 된다. 다만 차내에서는 "오사카 (방면) 행"으로 방송하며, 오사카 도착 전에 "오사카 역부터는 환상선 외선순환, 교바시·쓰루하시 경유 덴노지 행이 됩니다." 라고 방송한다.
한편 상행선 열차 (나라·가모 방면)는 기점인 덴노지 역의 순환선 승강장에서만 "보통 / 순환" (「普通　環状」)으로 표시하며, 다음 역인 데라다초역부터는 "야마토지 쾌속"으로 종별 표시기를 전환한다.
2015년 3월 14일 노선 기호·역 번호의 도입과 함께, 오사카 순환선 방향 열차는 적색 노선색에 오사카 순환선의 노선 기호인 O를 표시한 종별막을, 나라 방면 열차에는 녹색 노선색에 야마토지 선의 노선 기호인 Q를 표시한 종별막을 사용하기 시작했다.

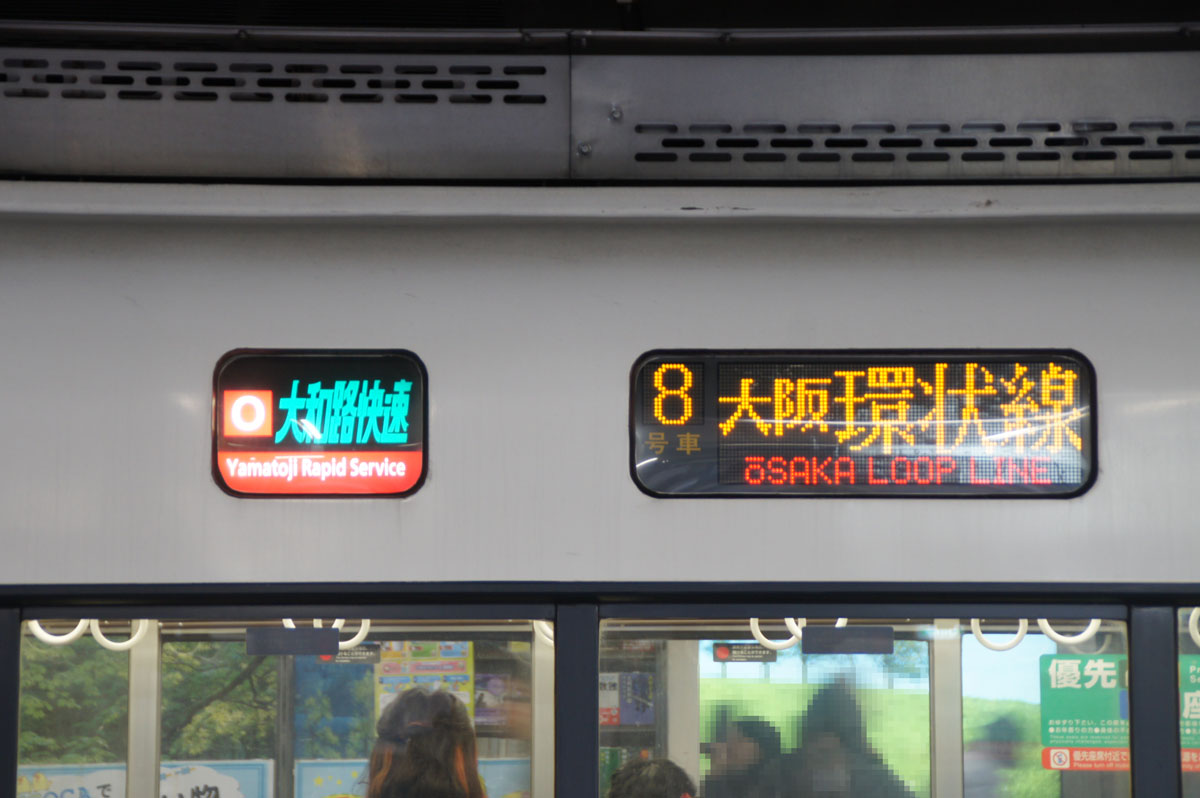
오사카 방향 열차의 행선 표시
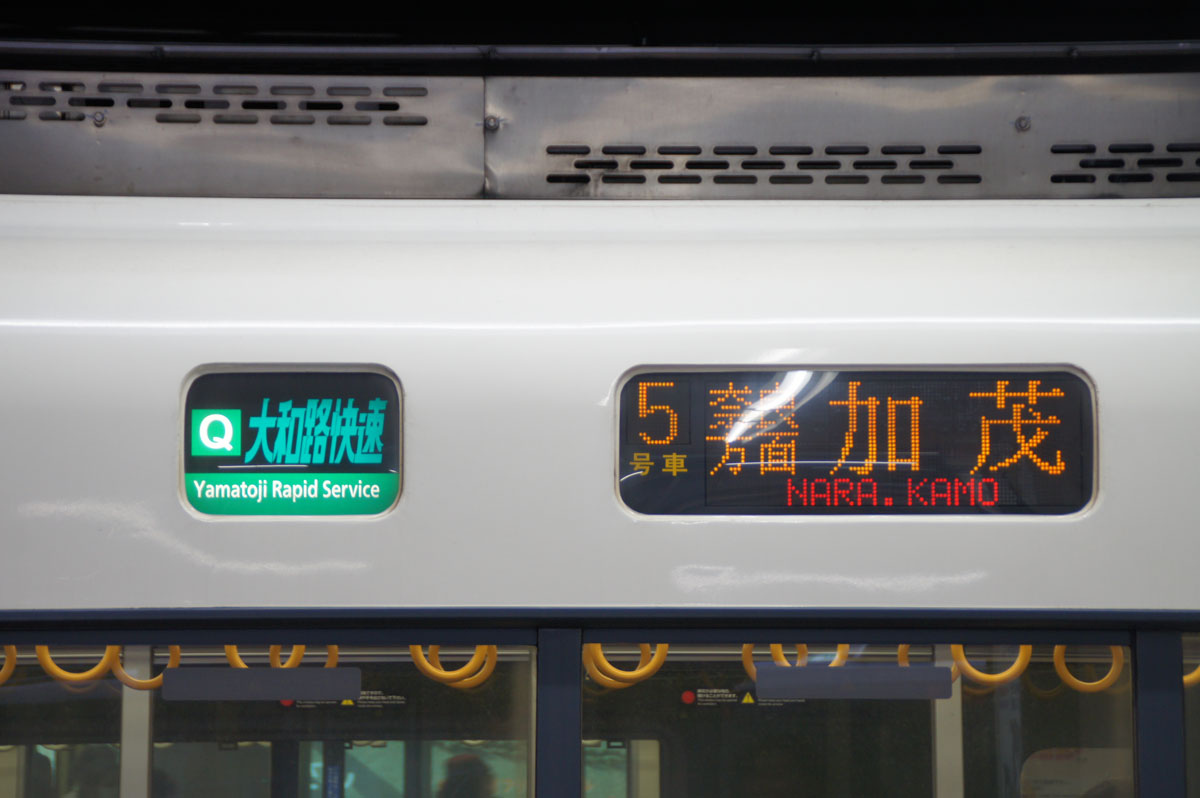
나라 방향 열차의 행선 표시

## 연표
- 1973년 10월 1일 - 간사이 본선 미나토마치 역 ~ 나라 역 구간의 전철화 개통으로, 야마토지 쾌속의 원형인 오사카 순환선 직결 운행 쾌속 열차가 휴일 시간대 한정으로 운행을 시작한다.[4]
- 1974년 7월 20일 - 오사카 순환선 직결 운행 쾌속 열차가 평일 시간대에도 운행하게 되었다.[12]
- 1989년 4월 10일 - 오사카 순환선 직결 운행 쾌속 열차가 지금의 야마토지 쾌속으로 개명되었다.
- 1990년 3월 10일 - 야마토지 쾌속이 최고 120km/h로 운행을 개시한다.[6]
- 1997년 3월 8일 - 가모 역까지 연장 운행을 시작했다.[13]
- 2001년 3월 3일 - 규호지 역에 추가 정차하게 되었다.[14]
- 2011년 3월 12일 - 시각표 개정으로 다이쇼 역에 추가로 정차하게 되었으며, 시간당 3편에서 4편으로 운행 횟수가 늘어났다. 이 중 나라 행이 2편, 가모 행이 2편이 되었다.[15]
- 2012년 3월 17일 - 후쿠시마 역에 추가로 정차하게 되었다.[16]
- 2015년 3월 14일 - 휴일 야간 시간대의 운행 횟수가 늘어났다.[8]